# Liu Jianye
Liu Jianye (劉建業T, 刘建业S, Liú JiànyèP; Shenyang, 17 giugno 1987) è un calciatore cinese, centrocampista del Jiangsu Suning e della Nazionale cinese.

## Carriera

### Club
È stato fino al 2021 un calciatore rappresentativo dello Jangsu Suning. È arrivato nel 2010 dallo Changsha Ginde; ha perciò sempre giocato nel campionato cinese.

### Nazionale
Ha esordito in Nazionale nel 2009, prendendo parte alla Coppa d'Asia nel 2011 e nel 2015.

## Palmarès

### Club

#### Competizioni nazionali
- Coppa della Cina: 1

Jiangsu Sainty: 2015
- Supercoppa di Cina: 1

Jiangsu Sainty: 2013